# Tarō
Cet article possède des paronymes, voir Taro.
Cette page présente le prénom Tarō ainsi que ses variantes.
Tarō (たろう) est un prénom japonais masculin, signifiant à l’origine l'« aîné », tout comme le prénom Ichirō. Dans la famille japonaise traditionnelle, il est suivi par Jirō, le « cadet », puis par Saburō, le « troisième fils ». Ce prénom est fréquent et se retrouve actuellement principalement parmi les adultes.
Prénom masculin le plus fréquent par le passé[Quand ?], il est l’équivalent de Jean en France ou de John et Sean dans les pays anglophones[Quoi ?]. Par extension, Tarō Yamada est un pseudonyme ou nom de personnage japonais récurrent, à l’instar de John Smith en anglais, ou pour désigner un homme de la rue, à l’instar de John Doe en anglais.
Il peut être composé avec un préfixe : Eitarō, Gentarō, Gintarō, Hidetarō, Kantarō, Keitarō, Kentarō, Kintarō, Kitarō, Kōtarō, Reitarō, Ryūtarō, Seitarō, Shintarō, Yōtarō, etc.

## En kanji
Kanjis originaux : 太郎.
Le son « rō » peut s'écrire également 朗, signifiant « clair » et non « fils ».
Pour le début du prénom, « ta », on trouve aussi le kanji 多.

## Personnes célèbres
- Pour l'ensemble des articles sur les personnes portant ce prénom, consulter :
  - la liste des articles dont le titre commence par ce prénom
  - les listes produites par Wikidata : Liste des personnes de prénom « Tarō » — même liste en incluant les éventuels prénoms composés qui contiennent « Tarō ».
- Tarō Akebono (曙 太郎, Akebono Tarō?), de son vrai nom Chadwick « Chad » George Ha'aheo Rowan est un ancien sumotori américain ;
- Tarō Asō (麻生 太郎, Asō Tarō?) est un homme politique japonais, 59e Premier ministre du Japon ;
- Tarō Gomi (五味 太郎, Gomi Tarō?), écrivain et illustrateur japonais de livres pour enfants ;
- Tarō Iwashiro (岩代 太郎, Iwashiro Tarō?), compositeur de musiques de films ;
- Tarō Katsura (桂 太郎, Katsura Tarō?) était un général de l'Armée impériale japonaise, et un homme politique trois fois Premier ministre du Japon ;
- Tarō Matsudaira (松平 太郎, Matsudaira Tarō?) était commandant en chef des armées du shogunat à la fin de la période Edo ;
- Tarō Okamoto (岡本 太郎, Okamoto Tarō?) est un artiste japonais né en 1911 et décédé en 1996 ;
- Tarō Sekiguchi (関口 太郎, Sekiguchi Tarō?), pilote de moto japonais.
- Tarō Shinonome (東雲 太郎, Shinonome Tarō?) est un mangaka japonais spécialisé dans le hentai.
- Tarō Yamamoto (山本 太郎, Yamamoto Tarō?) est un acteur japonais.

## Personnages
- Tarō Ichimonji (一文字 太郎, Ichimonji Tarō?) est un personnage du film Ran d'Akira Kurosawa ;
- Tarō Misaki (岬 太郎, Misaki Tarō?, ou Ben Baker dans la version française de l'anime) est un personnage du manga Captain Tsubasa ;
- Tarō Urashima (浦島 太郎, Urashima Tarō?) est le personnage d'un conte de fées japonais ;
- Tarō Yamada (山田 太郎, Yamada Tarō?) est le héros des mangas Dokaben et Le Fabuleux Destin de Taro Yamada, entre autres.